# Borhane Ayachi
Borhane Ayachi (ur. 20 stycznia 1993) – tunezyjski zapaśnik walczący w stylu wolnym. Brązowy medalista mistrzostw Afryki w 2014. Drugi i trzeci na mistrzostwach arabskich w 2014 roku.